# Fokker M.16
El Fokker M.16 era avión de un hueco completo, con un único motor, de combate, con dos asientos, desarrollado en 1915. Tenía un solo motor en línea de 149 kW (200 CV) Austro-Daimler  refrigerado por agua. Estaba armado con dos  ametralladoras 7,92 mm (0,312 in).
El M.16E fue el prototipo del M.16Z, que tenía un motor Austro-Daimler o bien un motor Mercedes de 119 kW (160 hp).
El M.16E sirvió en el ejército austrohúngaro designado como «B.3».